# Hany Maškové
Hany Maškové je krátká ulice v katastrálním území Hloubětín na Praze 9, která spojuje ulici Modrého a Nepelovu. Má přibližný severojižní průběh.
Ulice byla pojmenována v roce 2008. Nazvána je podle české krasobruslařky Hany Maškové (1949–1972), která v roce 1968 vyhrála mistrovství Evropy. Ve stejném roce emigrovala do Francie a o čtyři roky později tragicky zemřela při autonehodě. Je pohřbena v Praze na Vyšehradském hřbitově.
V ulici jsou čtyřpatrové obytné domy s balkony developerského projektu Zahrady nad Rokytkou I, který byl dokončen v létě 2008. Ulice je lemována stromy, chodník je ze zámkové dlažby. Na východní straně ulice je kolmé stání pro dvanáct vozidel.